# 上新院駅
上新院駅（サンシヌォンえき）は朝鮮民主主義人民共和国慈江道狼林郡に位置する朝鮮民主主義人民共和国鉄道省江界線の駅である。

## 隣の駅
江界線
十里坪駅 - 上新院駅 - 下新院駅